# Kaidan-in (Dazaifu)

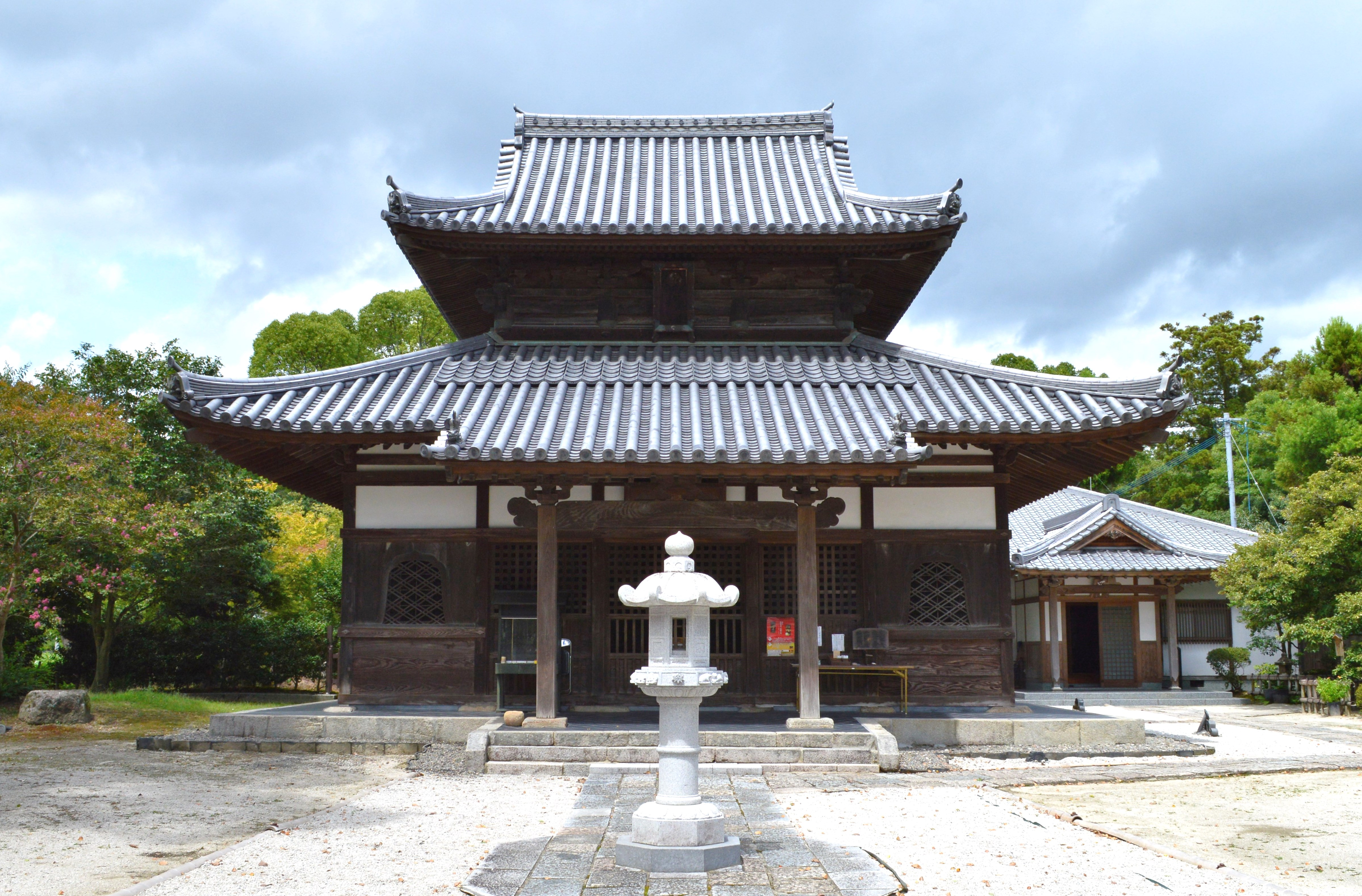
Haupthalle (hondō)

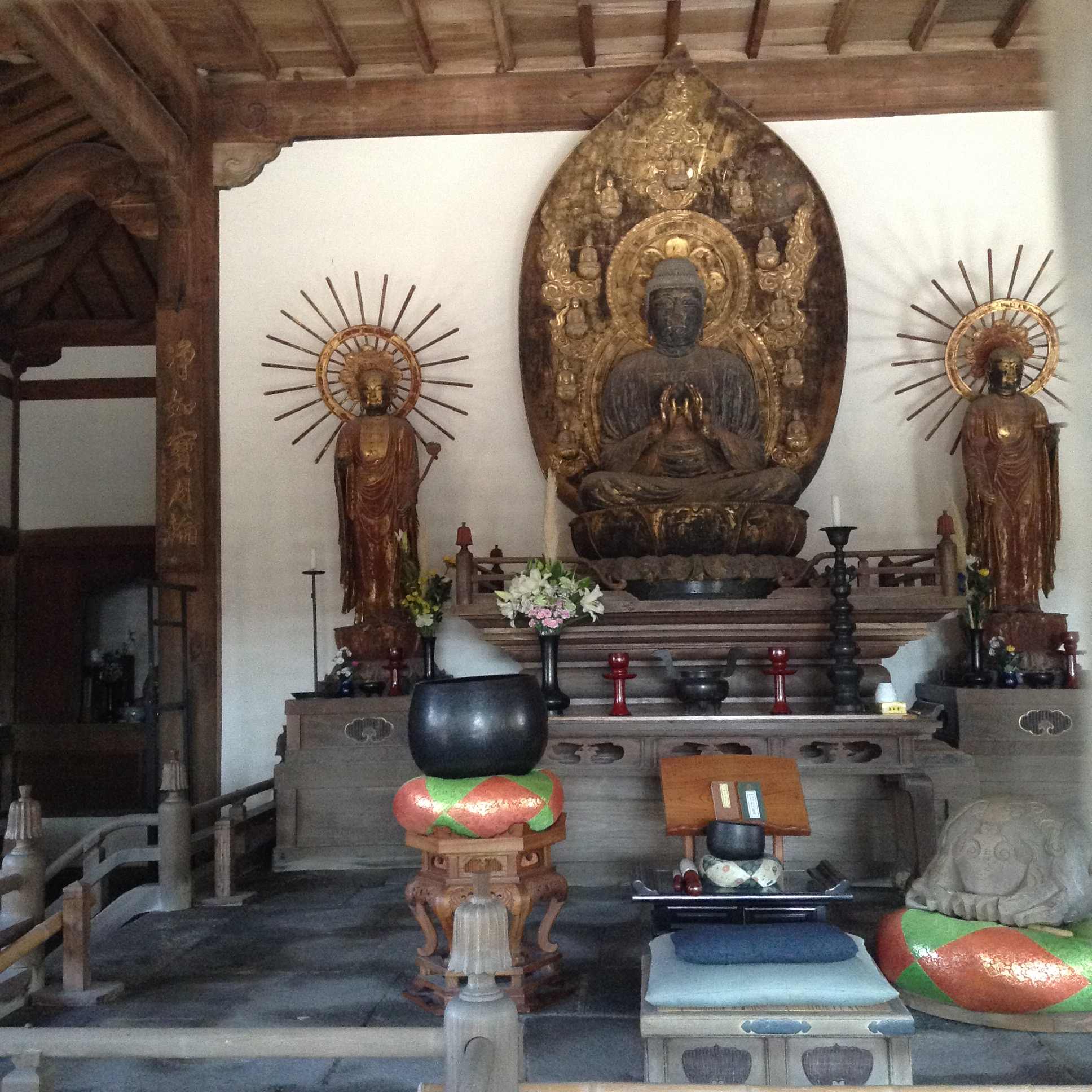
Vairocana-Buddha auf der Ordinationsplattform

Kaidan-in (jap. 戒壇院) ist ein Tempel der buddhistischen Rinzai-Schule in Dazaifu (Fukuoka), Japan.
Die Anlage wurde durch den aus China gekommenen Mönch Jiàn Zhēn (jap. Ganjin) im Jahre 761 auf dem Areal des 15 Jahre zuvor gegründeten Kanzeon-Tempels (Kanzeon-ji) errichtet.
Sie diente mit ihrer Ordinationsplattform (kaidan) während der Nara-Zeit neben dem Kaidan-in des Tōdai-Tempels (Tōdai-ji) in Nara und dem Kaidan-in des Yakushi-Tempels (Yakushi-ji) in Shimotsuke zur Ordination der Mönche und Nonnen im gesamten Land. Wegen ihrer geographischen Lage nannte man diese drei Einrichtungen in Dazaifu, Nara und Shimotsuke auch „West-Kaidan-in“ (Nishi-Kaidan-in), „Zentral-Kaidan-in“ (Chūō-Kaidan-in), „Ost-Kaidan-in“ (Higashi-Kaidan-in).
Das Ordinationsmonopol dieser drei Tempel war nicht von Dauer. 822 erhielt der Enryaku-Tempel (Enryaku-ji) auf dem Berg Hiei die Erlaubnis zur Errichtung einer Ordinationsplattform, im 14. Jahrhundert folgten vier weitere Plattformen der Tendai-Schule. Der Yakushi-Tempel in Shimotsuke ging 1571 in Kämpfen verfeindeter Kriegersippen in Flammen auf.
Zwischen 1669 und 1701 wurde die heruntergekommene Anlage in Dazaifu unter Kuroda Mitsuyuki (1628–1707), dem Herren des im Jahre 1600 etablierten Lehens Fukuoka, wieder hergerichtet. 1703 gliederte man sie als eigenständigen Tempel aus. 1873 wurde dieser der Rinzai-Schule zugeschlagen und als Zweigtempel dem Shōfuku-Tempel (Shōfuku-ji) in Fukuoka untergeordnet.
In der Haupthalle findet sich ein Vairocana-Buddha (毘盧遮那仏, Birushana-butsu) aus der späten Heian-Zeit, der 1904 zum „Wichtigen Kulturgut Japans“ deklariert wurde. Die flankierenden Statuen des Manjushri (文殊菩薩, Monju bosatsu) und Maitreya (弥勒菩薩, Miroku bosatsu) stammen aus der Edo-Zeit. Die Ordinationsplattform (5 × 5 m) in der Haupthalle enthält der Überlieferung zufolge Erde aus Indien, China und Yamato (Nara).

## Galerie
Koordinaten: 33° 30′ 53″ N, 130° 31′ 15″ O